# Моджевіна (Мазовецьке воєводство)
Моджевіна (пол. Modrzewina) — село в Польщі, у гміні Ґощин Груєцького повіту Мазовецького воєводства.
Населення — 114 осіб (2011).
У 1975-1998 роках село належало до Радомського воєводства.

## Демографія
Демографічна структура станом на 31 березня 2011 року:
|          | Загалом | Допрацездатний вік | Працездатний вік | Постпрацездатний вік |
| -------- | ------- | ------------------ | ---------------- | -------------------- |
| Чоловіки | 67      | 11                 | 49               | 7                    |
| Жінки    | 47      | 8                  | 31               | 8                    |
| Разом    | 114     | 19                 | 80               | 15                   |